# Сирова Каталена
Сирова Каталена је насељено место у саставу града Ђурђевца у Копривничко-крижевачкој жупанији, Република Хрватска.

## Историја
До територијалне реорганизације у Хрватској налазила се у саставу старе општине Ђурђевац.

## Становништво
На попису становништва 2011. године, Сирова Каталена је имала 281 становника.

## Попис1991.
На попису становништва 1991. године, насељено место Сирова Каталена је имало 405 становника, следећег националног састава:
| Попис 1991.‍  | Попис 1991.‍  | Попис 1991.‍ | Попис 1991.‍ | Попис 1991.‍ |
| ------------ | ------------ | ----------- | ----------- | ----------- |
|              |              |             |             |             |
| Хрвати       | Хрвати       |             | 397         | 98,02%      |
| Југословени  | Југословени  |             | 3           | 0,74%       |
| Срби         | Срби         |             | 1           | 0,24%       |
| неопредељени | неопредељени |             | 4           | 0,98%       |
| укупно: 405  |              |             |             |             |